# Juristinnen Schweiz
Juristinnen Schweiz ist ein politisch unabhängiger, gesamtschweizerischer Berufsverband von Juristinnen und Jus-Studentinnen.

## Geschichte
Die Vereinigung "Juristinnen Schweiz - Femmes Juristes Suisse - Giuriste Svizzera - Giuristas Svizra" wurde am 30. Juni 2001 in Fribourg gegründet. Initiantinnen waren die vier Juristinnen Zita Küng, Brigitte Pérez-Frei, Petra Hauser und Kitty von Streng. An der Gründungsfeier waren über 100 Juristinnen aus allen Landesteilen anwesend, ausserdem die damalige Präsidentin der European Women Lawyers Association EWLA, Elisabeth Müller. Die erste Bundesrichterin der Schweiz, Margrith Bigler-Eggenberger, hielt eine Ansprache und ermunterte die Juristinnen zum Zusammenschluss. Tagungspräsidentin war die Lausanner Anwältin Catherine Jaccottet Tissot. Als erste Präsidentin wurde Regula Kägi-Diener gewählt. Ihre Rede "Olympe de Gouges - Anfang für die moderne Rechtswissenschaft" wurde später in der deutschen feministisch-juristischen Zeitschrift "Streit" veröffentlicht. Seit der Wahl von Alice Reichmuth Pfammatter zur Präsidentin fungiert Regula Kägi-Diener als Ehrenpräsidentin des Vereins. Zu ihren Ehren hatte die Vereinigung Juristinnen Schweiz 2014 die Festgabe "Juristinnen in der Schweiz: Anders! - Femmes Juristes Suisses: Différentes! - Giuriste Svizzere: Differenti!" herausgegeben.

## Ziele
Gemäss ihren Statuten und ihrem Selbstverständnis will die Organisation frauenspezifische Sichtweisen in der Forschung, Lehre, Ausbildung, im Berufsleben, in der Rechtsetzung, Rechtsvergleichung, Rechtsanwendung fördern und nimmt Einfluss auf das Gesellschaftsgeschehen. Sie vertritt die Interessen von Juristinnen in der Schweiz und bezweckt deren Vernetzung und die Zusammenarbeit auf nationaler und internationaler Ebene mit Vereinigungen ähnlicher Zielsetzung. Die Vereinigung kann Klagen und Beschwerden im Sinne von Art. 7 des Bundesgesetzes über die Gleichstellung von Frau und Mann vom 24. März 1995 (GlG) führen.

## Vernetzung
Die Vereinigung Juristinnen Schweiz wurde 2001 assoziiertes Mitglied der EWLA, seit 2005 ist sie Vollmitglied und stellt ein Mitglied des Vorstandes. Sie ist Mitglied folgender Netzwerke:
- NGO-Koordination Post Beijing Schweiz[9]
- NGO-Plattform Menschenrechte Schweiz
- Plattform Agenda 2030
- Netzwerk Istanbul-Konvention

## Aktivitäten
Juristinnen Schweiz setzt sich für mehr Frauen an Schweizer Gerichten und Lehrstühlen an Universitäten sowie für mehr qualifizierte Teilzeitstellen im juristischen Bereich ein.
Der Verein nimmt mittels Eingaben an politische Behörden, namentlich mittels Vernehmlassung, Einfluss auf politische Entscheidungen, Vorhaben und die Gesetzgebung.
Besonders engagierte sich Juristinnen Schweiz in Stalking, für das die Schweiz bis heute keine strafrechtliche Schutznorm kennt, sowie für die Ratifizierung der Istanbul-Konvention.
Regelmässig im November/Dezember nimmt Juristinnen Schweiz mit von ihr organisierten Veranstaltungen an der nationalen Kampagne "16 Tage gegen Gewalt an Frauen" teil.
Juristinnen Schweiz engagiert sich seit 2019 mit einem eigenen Mentoring-Programm für Jus-Studentinnen im Bereich Karriereförderung.
Der Verein sorgt für regionale und schweizweite Vernetzungsmöglichkeiten unter Juristinnen und Jus-Studentinnen.
40 Jahre, nachdem die Schweizer Frauen die politischen Rechte zugestanden erhalten hatten, und 10 Jahre nach ihrer Vereinsgründung gaben die Juristinnen Schweiz 2011 den Band "40 Frauen, die bewegen - 40 Jahre Frauen in Bewegung" heraus. Er enthält 40 Interviews respektive Porträts von Frauen aus der Schweiz, die sich in unterschiedlichen Bereichen für eine gerechte Gesellschaft engagieren respektive engagiert hatten.
2016 riefen Juristinnen Schweiz zusammen mit den BPW Switzerland (Business & Professional Women), dem BKV Bank Kader Verein und der Schweizer Kader Organisation SKO die Veranstaltungsreihe Frauen an Bord ins Leben. Im April 2016 lautete das Thema "Funktionieren Quoten". Gäste der Diskussion waren die Verhaltensökonomin und Harvard-Professorin Iris Bohnet und der deutsche Manager Thomas Sattelberger. Im Mai 2017 war Professorin Sita Mazumder Keynote-Speakerin.

## Präsidentinnen
- Regula Kägi-Diener, 2001 von der Gründungsversammlung in Freiburg gewählt, heute Ehrenpräsidentin
- Alice Reichmuth Pfammatter
- Maya Dougoud
- Sigrid Ackermann[17]
- Caroline Perriard[18]